# Polianthes tuberosa
Nardo, tuberosa, “haste dourada” ou  vara de São José (Polianthes tuberosa) é um género botânico pertencente à família Agavaceae, nativa da América do Sul. Está intimamente relacionada com gênero Manfreda.

## Etimologia
O nome comum deriva do latim “tuberosa”, ou seja, “inchada” fazendo referência ao seu sistema radicular. “Polianthes” significa "flor cinza". 
Os astecas chamaram-na “Omixochitl “ que significa “flor de osso”.
A planta tem um lugar de destaque na cultura e na mitologia indígena. As flores são usadas em cerimônias de casamento, guirlandas, decoração e vários rituais tradicionais.
De acordo com Manfred Mayrhofer, o termo "nardo" tem origem na palavra indo-iraniana "narda", que significa caniço, relacionando-se à palavra: nartik נרתיק - "bainha". Daí derivou o termo aramaico: נרדא lardu acadiano (de mesmo significado), e o hebraico: נרד. No latim antigo temos: nadah e nalah (caniço) que evoluiu para: naladam (nardo). É possível que o termo seja uma adaptação ao sânscrito do grego: νάρδος (nardos).

## Distribuição
É nativa do centro-sul do México. 

## Descrição
A planta cresce com espigas alongadas de até 45 cm de comprimento, que produzem racemo de flores de cor cerosa e perfumadas que florescem a partir da base para o topo da haste. Folhas verdes e brilhantes se agrupam na base da planta e folhas menores se distribuem ao longo do caule. As suas flores podem ser brancas ou de cor creme, sendo utilizadas como uma flores de corte e uma só haste de flores pode perfumar um ambiente durante semanas. De suas raízes é extraído um óleo usado para fazer perfumes, incenso e medicamentos.

## Sinonímia
- Agave tuberosa (L.) Thiede & Eggli (1999), nom. illeg.
- Agave polianthes Thiede & Eggli (2001).
- Crinum angustifolium Houtt. (1780).
- Tuberosa amica Medik. (1790).
- Polianthes gracilis Link (1821).
- Polianthes tuberosa var. gracilis (Link) Baker (1888).
- Polianthes tuberosa f. plena Moldenke (1948). [1]